# Electrificadora del Meta
La Electrificadora del Meta S.A. E.S.P. (EMSA) es una empresa de servicios públicos mixta con autonomía administrativa, sometida al régimen general aplicable a las empresas de servicios públicos y a las normas especiales que rigen a las empresas del sector eléctrico; cuenta con 12.000 Kilómetros de redes instaladas, 52 subestaciones y más de 15.000 transformadores, 380.000 clientes distribuidos en 23 de los 29 municipios del departamento del Meta

## Historia
en 1915 se instaló Susumuco, la primera planta generadora de energía que prestó sus servicios durante más de cinco décadas.
Al comienzos de 1960, el gobierno nacional designó a la Electrificadora de Cundinamarca para que llevara energía a la ciudad de Villavicencio.
el 18 de diciembre de 1981, se constituyó la Electrificadora del Meta S.A., como una sociedad de economía mixta, entidad descentralizada, vinculada al sector administrativo del Ministerio de Minas y Energía.

## Composición accionaria
Según el reporte del gobierno corporativo de 2023 la participación se divide de la siguiente manera: